# Already Gone (Eagles)
Already Gone è un singolo del gruppo musicale statunitense Eagles, pubblicato nel 1974. In Spagna è stato pubblicato anche come Ya Me He Ido/¿Es Verdad?.

## Tracce
1. Already Gone – 3:39 (Tempchin, Strandlund)
2. Is It True? – 3:14 (Meisner)

## Formazione
- Glenn Frey - voce, chitarra acustica
- Bernie Leadon - chitarra elettrica, cori
- Randy Meisner - basso, cori
- Don Henley - batteria, percussioni, cori
- Don Felder chitarra elettrica

## Classifiche
| Classifica                       | Posizione migliore |
| -------------------------------- | ------------------ |
| Billboard Canadian Singles Chart | 12                 |
| Billboard Hot 100                | 32                 |